# جيف مور (مغني)
جيف مور (بالإنجليزية: Geoff Moore)‏ هو مغني وكاتب أغاني أمريكي، ولد في 21 فبراير 1961 في فلينت في الولايات المتحدة.

## وصلات خارجية
- الموقع الرسمي
- جيف مور على موقع ميوزك برينز (الإنجليزية)
- جيف مور على موقع ديسكوغز (الإنجليزية)